# Magyar Posse
Magyar Posse ist eine finnische Post-Rock-Band aus Pori.
Die Band fand sich bereits 1997 in der südfinnischen Stadt zusammen, damals noch unter dem Namen The Alibi of Carlos. Zu dieser Zeit noch beeinflusst von Bands wie Laika & The Cosmonauts, trennte sich die Band und gründete sich Ende 2000 unter neuem Namen.
Ihre Musik ist experimentell, geprägt von gesangsarmen Gitarrenstücken, die stets progressiven Rock als Vorbild haben.

## Diskografie

### Alben
- 2002 – We Will Carry You Over The Mountains (Verdura Records)
- 2004 – Kings of Time (Verdura Records)
- 2006 – Random Avenger (Verdura Records)

### Kompilationen
- 2003 – Tässä me uimme, tätä me juomme
- 2006 – Huge Bass: Post-it collection